# Corey Crowder
Jonathan Corey Crowder  (Carrollton, Georgia, 13 de abril de 1969) es un exjugador de baloncesto estadounidense. Con 1,96 de estatura, jugaba en la posición de escolta. Su carrera deportiva la desarrolló entre la LNB francesa, la ACB, ligas menores de Estados Unidos y alguna breve experiencia en la NBA e Israel. Es el padre del también jugador profesional Jae Crowder.

## Equipos
- Carrollton High School
- 1987-1991 Kentucky Wesleyan College
- 1991-1992 Utah Jazz
- 1992-1993 Scaligera Verona
- 1993-1994 FC Barcelona
- 1993-1994 San Antonio Spurs
- 1994-1995 Rapid City Thrillers
- 1994-1995 FC Barcelona
- 1994-1995 CB Murcia
- 1995-1996 Florida Beach Dogs
- 1995-1996 Connecticut Pride
- 1996-1997 Pau-Orthez
- 1996-1997 La Crosse Bobcats
- 1997-1998 ASVEL Villeurbanne
- 1998-1999  Évreux
- 2000 Hapoel Holon
- 2001 Cholet Basket
- 2001-2005 Élan Sportif Chalonnais
- 2005-2006 Saint-Quentin Basket-Ball